# Иванова, Валерия (писательница)
Вале́рия Ивано́ва (р. 11 ноября 1972, Иркутск) — русская писательница, сценаристка, драматург.

## Биография
Валерия Иванова родилась 11 ноября 1972 года в Иркутске. Окончила Иркутский государственный университет. Живёт в Иркутской области. Автор малой прозы — рассказов, эссе.
Первая публикация Валерии Ивановой состоялась в журнале «Сибирские огни» в 2012 году — когда ей было почти сорок лет. Главный редактор «Сибирских огней» Владимир Берязев говорил о Валерии Ивановой как об одном из «открытий» журнала начала 2010-х годов и «потрясающей современной писательнице».
Три рассказа Валерии Ивановой — «Таблетка», «День города», «Праведники из села Кукуево» — вошли в сборник женской прозы «Двойная радуга» (2013, переиздание 2015), составленный Наринэ Абгарян и вышедший в издательстве «Астрель—СПб.» («АСТ»).
Публиковалась в журналах «Сибирские огни», «Новая Юность», «Урал», «Рижский альманах», «Берлин.Берега», сетевом журнале «Открытый дом».
Соавтор сценария полнометражного боевика-триллера «Русский», действие которого происходит в Берлине (2020; проект не был осуществлён из-за пандемии COVID-19). В ноябре 2022 года сокращённая версия сценария была опубликована в «Рижском альманахе». Сценарий берлинского триллера «Джокерин» (2023), также написанного в соавторстве, не снят, но фрагментарно опубликован в журнале «Берлин.Берега» в 2024 году.